# 갬빗 작전
갬빗 작전은 제2차 세계 대전 당시 노르망디 상륙의 일부로 영국 해군이 계획한 작전이다. 갬빗 작전은 영국 중잠수함인 X급 잠수함 2척이 참여한 작전이다. 이 작전에서 잠수함은 소드 해변과 골드 해변의 서쪽과 동쪽의 끝 지점을 알려주고 항로를 따라 불빛을 비쳐주는 것이 주요 목표였다. 당시 이 두 해변은 영국군과 캐나다군의 침공 지역 중 동쪽 끝 지역에 속했다.
두 잠수함인 X20과 X23은 6월 4일 위치에 도착했으나 악천후로 인해 작전은 지연되었고 6월 6일 오전 4시 30분까지 위치를 고수하다가 해상으로 올라왔다. 이들은 소드와 주노 해변으로 접근한 기뢰부설함의 접근을 알리는 무전을 전파하는 한편, 망원경이 있는 깃대로 해안가를 향해 빛을 비쳐주고 무선 송신과 반향 장치를 항로에 도움을 주었다. 미군도 이와 비슷한 작전을 수행하려고 했으나 작전이 철회되었다. 잠수함들은 우군 사격의 위험이 있었기 때문에 X23 잠수함의 함장인 조지 오너가 성조지기를 들고 신호를 보냈다.

## 같이 보기
- 포스티지 에이블 작전

## 참고
- Kemp, Paul (1996). 《Underwater Warriors》. Arms & Armour Press. ISBN 1-85409-228-6.